# Stephen McNichols

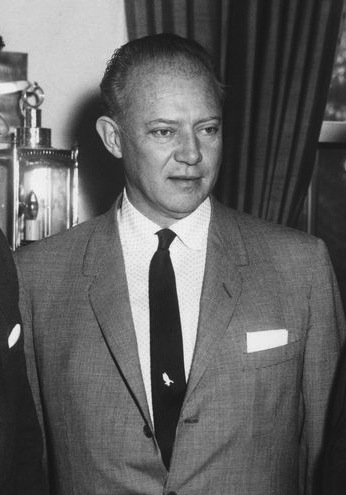
Stephen McNichols.

Stephen Lucid Robert McNichols, född 7 mars 1914 i Denver, Colorado, död 25 november 1997 i Denver, Colorado, var en amerikansk demokratisk politiker. Han var guvernör i delstaten Colorado 1957-1963.
McNichols studerade vid Regis College (numera Regis University). Han avlade sedan 1939 juristexamen vid Catholic University. Han gifte sig 1942 med Marjory Hart. Paret fick fem barn.
McNichols var viceguvernör i Colorado 1955-1957. Han efterträdde 1957 Edwin C. Johnson som guvernör. Republikanen John Arthur Love besegrade McNichols i guvernörsvalet i Colorado 1962.
McNichols var katolik. Hans grav finns på Mount Olivet Cemetery i Wheat Ridge.